# Pteroloma forsstroemi
Pteroloma forsstroemi  (лат.) — вид жуков-агиртидов из подсемейства Pterolomatinae. Палеарктический вид, распространённый от Венгрии до Северной Кореи. Обитают на каменистых берегах холодных ручьёв и в пещерах, в лесной зоне.
Длина тела взрослого насекомого 6—7 мм. Тело чёрное или буровато-чёрное. Для представителей данного вида характерных следующие признаки:
- боковые края переднеспинки в передней половине её длины закруглены сильнее, чем у Pteroloma sibiricum и Pteroloma altaicum;
- две следующие за швом бороздки на надкрыльях сразу после щитка с сильно сближенными, спутанными точками;
- от морфологически близких видов своего рода отличается лишь строением половых органов самца.